# Unione Sportiva Civitavecchiese 1941-1942
Questa voce raccoglie le informazioni riguardanti l'Unione Sportiva Civitavecchiese nelle competizioni ufficiali della stagione 1941-1942.

## Rosa
| N. |                   | Ruolo | Calciatore      |
| -- | ----------------- | ----- | --------------- |
|    | Italia (bandiera) | C     | Aldo Bernini    |
|    | Italia (bandiera) | D     | Dante Borgo     |
|    | Italia (bandiera) | P     | Carlo Bottoni   |
|    | Italia (bandiera) | D     | Angelo De Socio |
|    | Italia (bandiera) | C     | Vittorio Foglia |
|    | Italia (bandiera) | P     | Ulissi Marenghi |
|    | Italia (bandiera) | A     | A. Melchiorri   |

| N. |                   | Ruolo | Calciatore     |
| -- | ----------------- | ----- | -------------- |
|    | Italia (bandiera) | A     | Umberto Oldani |
|    | Italia (bandiera) | A     | Mario Pacini   |
|    | Italia (bandiera) | D     | Brenno Paoli   |
|    | Italia (bandiera) | D     | Alfredo Piram  |
|    | Italia (bandiera) | C     | Cesare Rocchi  |
|    | Italia (bandiera) | D     | Mario Stenti   |
|    | Italia (bandiera) | A     | Ennio Vasetti  |